# 国鉄シキ370形貨車
国鉄シキ370形貨車（こくてつシキ370がたかしゃ）は、1961年（昭和36年）9月13日に日本車輌製造支店で1両のみが製造された、日本国有鉄道および日本貨物鉄道（JR貨物）に車籍を有した170 トン積み吊り掛け式大物車である。
シキ370形は変圧器などの特大貨物を輸送するために製造された貨車で、搭載方法は吊り掛け式（シュナーベル式）である。シキ280形と同様の構造を採用しており、ベッテンドルフ式の2軸ボギー台車日車NC-3形を2つ備えた台車上枠を2つ備えた枕枠になっている。全部で8つの台車を備えた16軸車である。貨物を搭載しない状態では、全長26,030 mmであった。荷受梁はトラス構造となっている。空気ブレーキは手動で積空変更を行う仕組みで、A弁とUC形シリンダー2台を組み合わせたものになっている。シキ280形では、初回の輸送時に発生した脱線事故の対策として改造が行われているが、シキ370形では当初から対策を織り込んで製造されている。また、シキ280形と同様の走り装置を使いながら、最大荷重を5 トン大きくできているのは、荷受梁の交換を想定せずに設計したために枕枠設計を最適化できているからである。空車時の運転速度は65 km/h、積車時の運転速度は35 km/hである。
明電舎所有の私有貨車であった。常備駅は終始沼津駅で、JR貨物へも承継されたが、2003年（平成15年）2月に廃車となり、同じく沼津駅常備であったシキ290とともに解体された。